# 佳益食品
佳益食品，也称为Gardenia，是一家新加坡烘焙食品公司，业务遍及新加坡、马来西亚、汶莱、印度尼西亚和菲律宾，主要生产包装面包。它通过母公司佳福集团（QAF Limited）在新加坡交易所上市，总部位于新加坡橋南路的牛車水综合大楼。

## 历史
Gardenia的创立历史可以追溯到1959年，当时沙巴华商黄子发（Wong Tze Fatt）在英属北婆罗洲（今马来西亚沙巴州）亚庇创立了佳丽餐厅（Gardenia Restaurant）。该餐厅位于他经营的中街55号的中兴超级百货市场楼上，以提供英式殖民风格的菜肴闻名。随着业务扩展，黄子发开始进军航空餐饮业。
1971年，随着亚庇迅速发展为国际商业目的地，黄子发意识到市场对高品质烘焙食品的需求。他聘请了美国芝加哥烘焙学院的Horatio Sye Slocum作为烘焙顾问，引入他原创的经典美国切片三明治面包配方。同年，佳丽面包厂（Gardenia Bakery）成立，开始生产高蛋白质、质地柔软的切片面包。
1978年，Gardenia品牌在新加坡荷兰路的武吉知马购物中心（Bukit Timah Shopping Centre）开设店内烘焙坊。黄子发也邀请Sye Slocum在武吉知马大厦（Bukit Timah Plaza）帮助开设Gardenia门店。随着新加坡市场需求不断增长，Gardenia在班兰环道（Pandan Loop）工业园建立新的烘焙工厂，并于1981年开始生产，批发供应超市、便利店等零售商。1993年6月开设了第二家面包烘焙厂。
黄子发观察到新加坡和吉隆坡等城市化市场的主要需求为方便闲食；而在东马、加里曼丹等地区面包则被视为日常主食。为了应对市场需求的不对称性，Gardenia采取双轨战略。在新加坡、西马和菲律宾，Gardenia寻找战略合作伙伴，拓展品牌特许经营。1990年，佳福集团（QAF Pty Ltd）收购了除东马、汶莱和印尼以外的所有Gardenia品牌股权，并将面包生产扩展至西马。在东马、汶莱和印尼，Gardenia依旧继续由黄子发持有的中兴控股（Tong Hing Holdings）发展和经营。
Sye Slocum于1982年在美国阿拉巴马州伯明翰家中因病逝世，黄子发则于2004年在马来西亚沙巴州亚庇的家中被匪徒杀害。两位先驱的离世标志着Gardenia品牌创立时代的结束，企业发展进入新一代管理层的运营阶段。马来西亚商业大亨赛莫达掌控的国家稻米公司（BERNAS）从2017年起持有西马Gardenia公司一半的股权；而东马Gardenia公司的运营权，则自2020年起由金德昌集团（Kim Teck Cheong）从中兴控股手中完全接管。

## 其他国家
佳益食品在新加坡以外的业务由不同的公司管理。

### 马来西亚
佳益面包在西马的业务由Gardenia Bakeries (KL) Sdn Bhd运营。2001年，佳福集团将Gardenia Bakeries (KL) Sdn Bhd的30%股权出售给马来西亚国家稻米公司（Padiberas Nasional Berhad，BERNAS）。2009年，马来西亚华商郭鹤年被迫脱售31.5%国稻股权给巫裔商业大亨赛莫达，使后者成功掌控国稻公司。马来西亚华人社区曾于2012年发起杯葛Gardenia面包运动，因赛莫达被指下令公司停止从郭鹤年拥有的联邦面粉厂（Federal Flour Mills）采购面粉。自2017年起，国家稻米公司增持Gardenia股权至50%，与佳福集团合资联营。
佳益面包在东马的业务则与佳福集团和国家稻米公司无涉，是由Gardenia Bakeries (East Malaysia) Sdn Bhd运营，此前为中兴控股旗下公司，但自2020年起由金德昌集团从中兴控股手中接掌其100%运营权。

### 汶莱
佳益食品自1972年起在汶莱开展业务，目前是该国最大的面包、蛋糕和糕点制造商及批发商。 

### 印度尼西亚
2013年，佳益食品通过位于茂物的PT Gardenia Makmur Selaras公司将业务拓展到印度尼西亚市场。印多超市（Indomarco Prismatama）是其在印度尼西亚的主要分销商，该公司通过Indomaret以“Prime Bread”品牌分销面包。

### 菲律宾
佳益食品于1997年进入菲律宾市场，在该国的主要面包生产工厂位于内湖省。它还运营着至少三家其他工厂，分别位于马巴拉葛、加牙鄢和宿务。Vitabread Food Products Inc. 负责为呂宋市场生产佳益产品。